# Čertův kámen (Vrkoslavice)
Kamenný útvar Čertův kámen se nalézá v Jablonci nad Nisou v místní části Vrkoslavice. 

## Popis
Čertův kámen tvoří skalní útvar podobný dolmenu, jehož hlavním kamenem je velký žulový blok, spočívající na čtyřech menších blocích a tvořící pod ním jeskyni s několika branami. Uspořádání kamene je považováno za hříčku přírody. Lokalita se nachází v městské části Vrkoslavice, v jejímž neoficiálním znaku a obecním razítku je skála vyobrazena.

## Historie
K Čertovu kameni se váže pověst o dávném zaříkávání ďábla v nedaleké kapli. Lidé doufali, že od ďábla získají bohatství. Kněz se o svatokrádeži dozvěděl a po jeho zásahu uctívači ďábla utekli. Na skále u kaple se pak objevil ďábel s pytlem plným zlata a drahých kamenů. Když však spatřil uprchlíky a kněze, rozzuřil se a udeřil čertův kámen ocasem. Na místě, kde čert seděl a udeřil ocasem do skály, je dodnes prohlubeň s rýhou. 

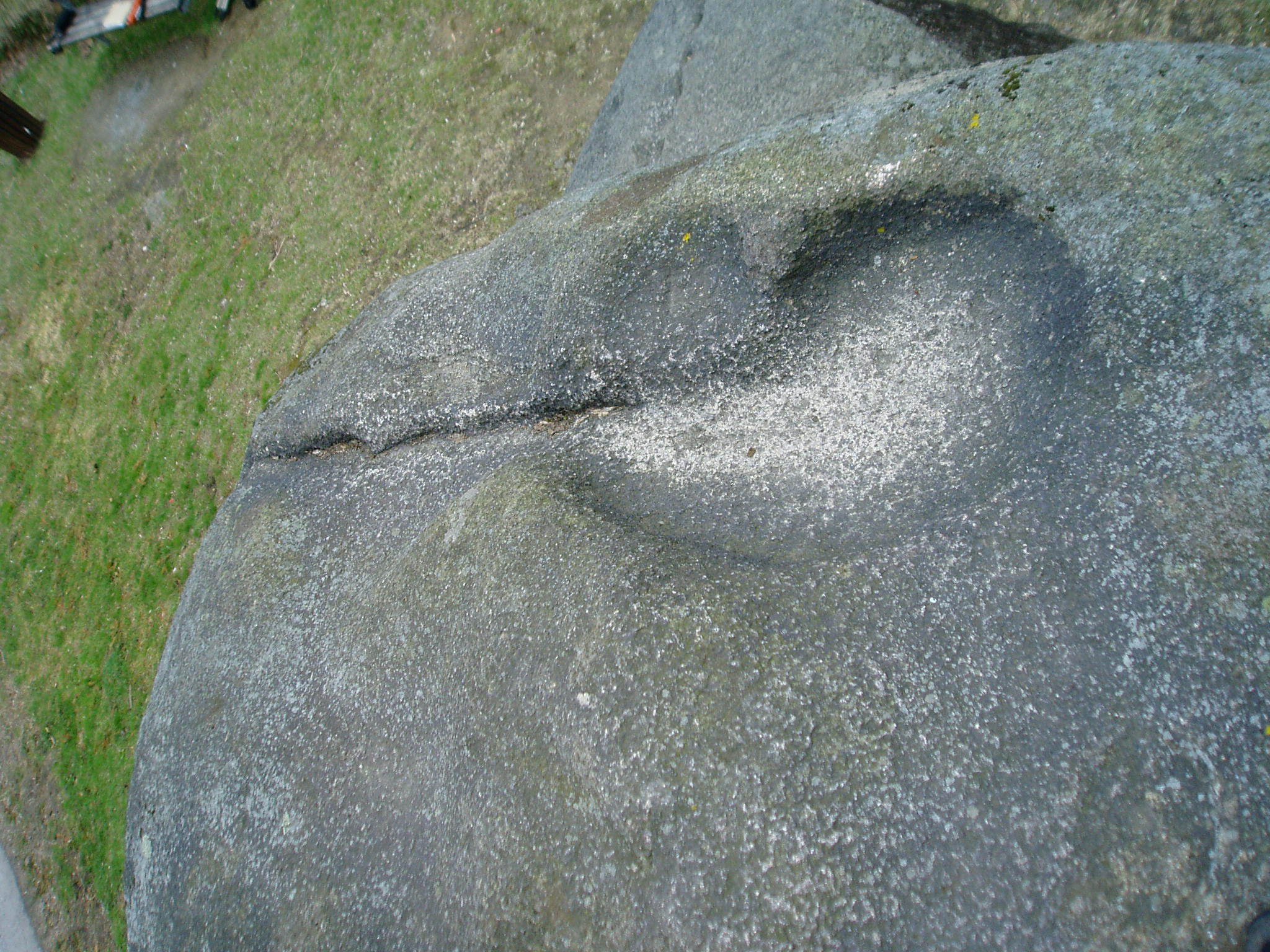
Čertovo sedátko s otiskem ocasu na jabloneckém Čertově kameni

## Sluneční jev
Astronomická měření archeoastronomické skupiny z hvězdárny Bruna H. Bürgela v Sohlandu an der Spree v roce 2011 ukázala, že kamenný útvar se výborně hodí pro kalendářní pozorování Slunce. V důsledku toho bylo zpochybněno, že se jedná o čistě přírodní dílo. Zjištěné schéma kalendářního pozorování Slunce odpovídá schématu jiných skalních útvarů v Horní Lužici a v České republice, jako jsou například Pohanské kameny u Višňové, rovněž spojené s čertovskou legendou a údajnými „čertovskými sedátky“, a Teufelsstein z Pließkowitz, kde se rovněž nachází údajné „čertovo sedátko“.